# The Original Movie
Pour plus de détails, voir Fiche technique et Distribution.
The Original Movie (littéralement Le Cinéma primitif) est un film d'animation américain, réalisé par Tony Sarg, sorti en 1922.

## Synopsis
« Qu’en était-il du triste sort infligé aux scénaristes à l’époque des cavernes ? Jugez par vous-mêmes ». Un personnage chauve et à lunettes, assis dans son bureau, producteur de la préhistoire — reconnaissable à son short en peau de bête — reçoit une proposition de script sous forme d’un rouleau de parchemin qu’il commence à réduire à grands coups de ciseaux. Il auditionne d’abord une jeune femme qui se livre à un numéro de charme se terminant par un grand écart, puis il reçoit un clown coiffé d’un chapeau melon (qui pourrait être Charlot), avant d’engager un athlète qui lui montre sa force en malmenant une chèvre que l’on a remarquée auparavant broutant le short du producteur et les pages refusées. « Et maintenant, ils tournent ce qui reste de l’histoire ». On assiste à une querelle entre l’athlète et celui qui doit être le réalisateur, qui se termine par un K.O. général. Puis la vedette, chevauchant la chèvre comme un pur-sang, galope dans la nature, suivi par un dinosaure qui sert de grue pour effectuer un mouvement de caméra, l’appareil de prise de vues étant très drôlement actionné par le caméraman qui fait tourner un pédalier de vélo et non pas une manivelle. L’homme au petit chapeau s’exerce ensuite au lancer de couteaux sur l’athlète, ligoté par un singe, puis fait la cour à la belle. Le couple reçoit enfin la bénédiction d’un chaman perché en haut d’un cocotier. Le film doit encore subir les outrages de la censure, représentée ici par trois hommes à chapeau haut-de-forme qui menacent le producteur à qui il ne reste plus qu’à mutiler la pellicule. « Et c’est alors que s’avance le fier scénariste pour voir ce qu’on a fait de son chef d’œuvre ». La projection commence avec le titre à double sens : « Qui est le bouc ? bâclé d’après l’histoire d’Aloysius Flintpebble ("pierre à silex")». Film qui a obtenu le « visa N° 7-11 » ! Il ne reste de l’histoire filmée que des débris sans queue ni tête mais qui se termine par un mariage. Le scénariste s’arrache les cheveux et met au tapis le producteur. « C’est un bon scénario qui reconnaît son auteur… Après, ça devient un film » ('It’s a wise scenario that knows its own author… after it gets in the movies).

## Fiche technique
- Titre original : The Original Movie
- Réalisateur : Tony Sarg
- Photographie : Herbert M. Dawley
- Société de production : Dawley Productions
- Pays de production :  États-Unis
- Format : 35 mm - noir et blanc – muet
- Durée : 8 minutes
- Dates de sortie : États-Unis : 1922

## Technique
La technique utilisée est proche de celle des ombres chinoises, empruntée dès les premiers dessins animés du cinéma par prise de vues sur pellicule argentique noir et blanc. Le noir et blanc des pellicules incitait les artistes à n’utiliser qu’un tracé blanc sur fond noir (chez James Stuart Blackton, le premier à faire du dessin animé argentique en 1906, aussi bien que chez Émile Cohl en 1908), mais aussi des dessins noirs sur fond blanc (Tony Sarg, et plus tard, en 1926, le long-métrage de Lotte Reiniger, Les Aventures du prince Ahmed).

## Humour
Les dessins résument l’humour du film dès leur première apparition dans le titre : un singe se tient derrière une caméra tandis qu’un homme, installé devant, fait marcher un chien sur ses pattes arrière. L’intertitre est formel : « C’est ainsi que tout un chacun suppose qu’on faisait autrefois des films ». Le chapeau du film est encore plus drôle, on reconnaît une allusion à l’expérience équestre d’Eadweard Muybridge qui voulait démontrer que la description habituelle du galop d’un cheval était fausse (avec les quatre membres allongés sans toucher le sol). Cinq chambres photographiques (Muybridge en avait douze) sont alignées dans la largeur de l’écran ; à droite, un cheval placide attend ; à gauche un homme tient un drapeau pour donner le départ. Au signal, le cheval s’élance et traverse l’écran de droite à gauche. Autre signal : cette fois, c’est une vache qui se présente et s’arrête en milieu de piste pour meugler.